# Sauromates III
Sauromates III, właśc. Tyberiusz Juliusz Sauromates III (gr.: Τιβέριος Ἰούλιος Σαυροματης,  Tibérios Ioúlios Sauromatēs) (zm. 233) – król Bosporu z dynastii Asandrydów od 229 do swej śmierci. Prawdopodobnie drugi syn króla Bosporu Tyberiusza Juliusza Reskuporisa II Filokajsara Filoromajosa Eusebesa i nieznanej z imienia królowej.
Sauromates III przez ojca był perskiego, greckiego, rzymskiego, trackiego oraz prawdopodobnie sarmackiego pochodzenia. Jego ojciec bowiem miał przodków z dynastii Mitrydatydów, Seleucydów, Antypatrydów, Antygonidów, trackiej sapejskiej, rzymskiego rodu Antoniuszów. Przez triumwira rzymskiego Marka Antoniusza, Sauromates III był spokrewniony z różnymi członkami dynastii julijsko-klaudyjskiej, pierwszej dynastii rządzącej Imperium Romanum.
Sauromates III otrzymał imię na cześć Sauromatesa II, zapewne swego dziadka. Był prawdopodobnie młodszym bratem Tyberiusza Juliusza Kotysa III Filokajsara Filoromajosa Eusebesa, który wstąpił na tron w 227 r. Sauromates dwa lata później (229 r.), jak informują nas źródła numizmatyczne, zaczął rządzić razem z nim w Bosporze. Sauromates III był współczesny panowaniu cesarza rzymskiego Aleksandra Sewera. Na jego zachowanych monetach jego tytuł królewski w języku greckim brzmi ΒΑCΙΛΕѠC CΑΥΡΟΜΑΤΟΥ („[Moneta] króla Sauromatesa”). Bardzo mało wiemy na temat jego życia i panowania. Poślubił nieznaną z imienia kobietę. Prawdopodobnie miał z nią dwóch synów, Tyberiusza Juliusza Reskuporisa III i Tyberiusza Juliusza Inintimajosa, przyszłych królów bosporańskich. Sauromates III zapewne współrządził z Kotysem III do swej śmierci w 233 r. Kiedy zmarł cała władza spoczęła ponownie w rękach jego prawdopodobnie starszego brata.